# Pluimpjesvedermot
De pluimpjesvedermot (Oidaematophorus lithodactyla) is een vlinder uit de familie vedermotten (Pterophoridae). De wetenschappelijke naam is voor het eerst geldig gepubliceerd in 1833 door Treitschke.
De soort komt voor in Europa.